# Arbeitsgericht Ulm

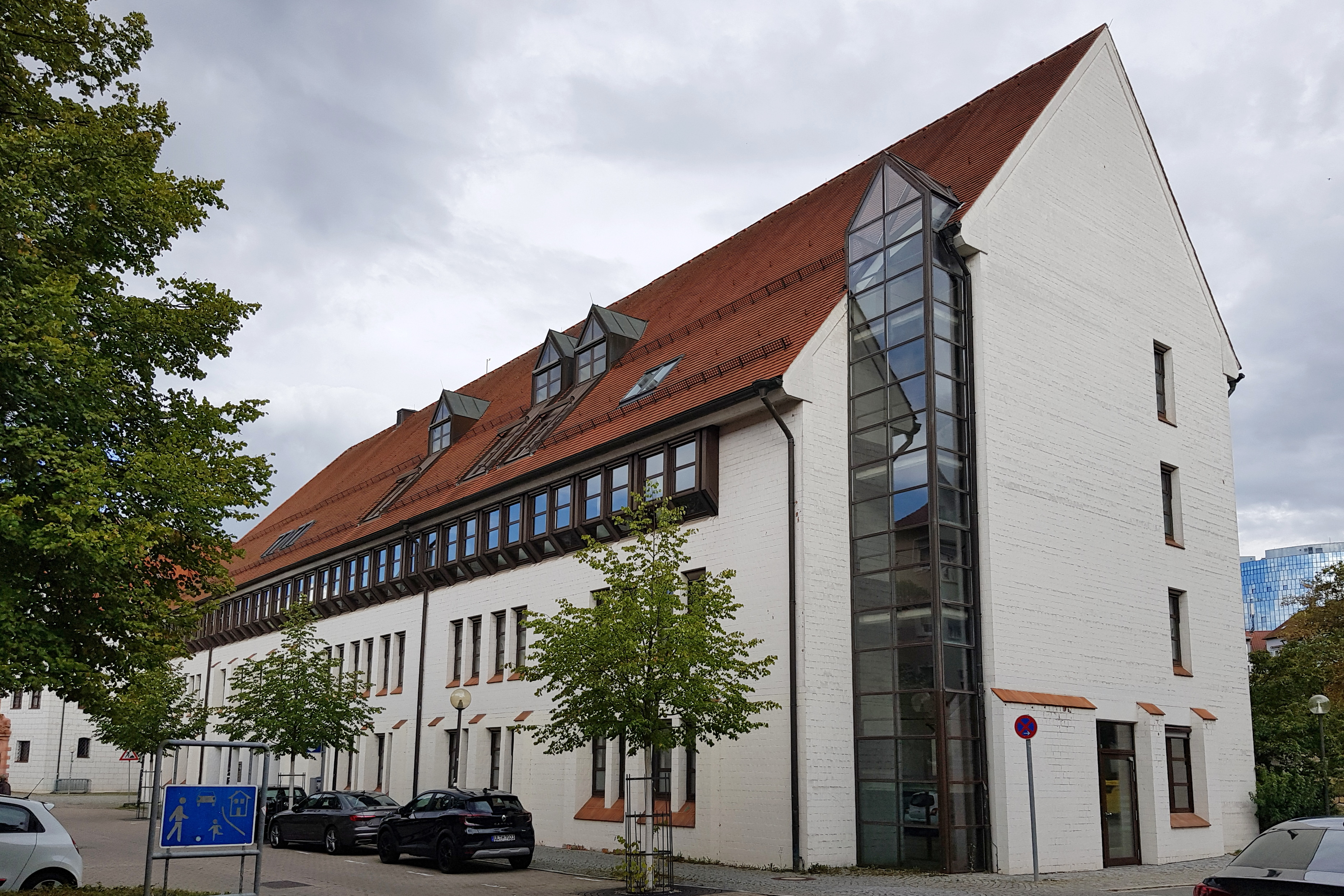
Arbeitsgericht im Justizzentrum Zeughaus

Das Arbeitsgericht Ulm, ein Gericht der Arbeitsgerichtsbarkeit, ist eines der neun baden-württembergischen Arbeitsgerichte.

## Gerichtssitz und -bezirk

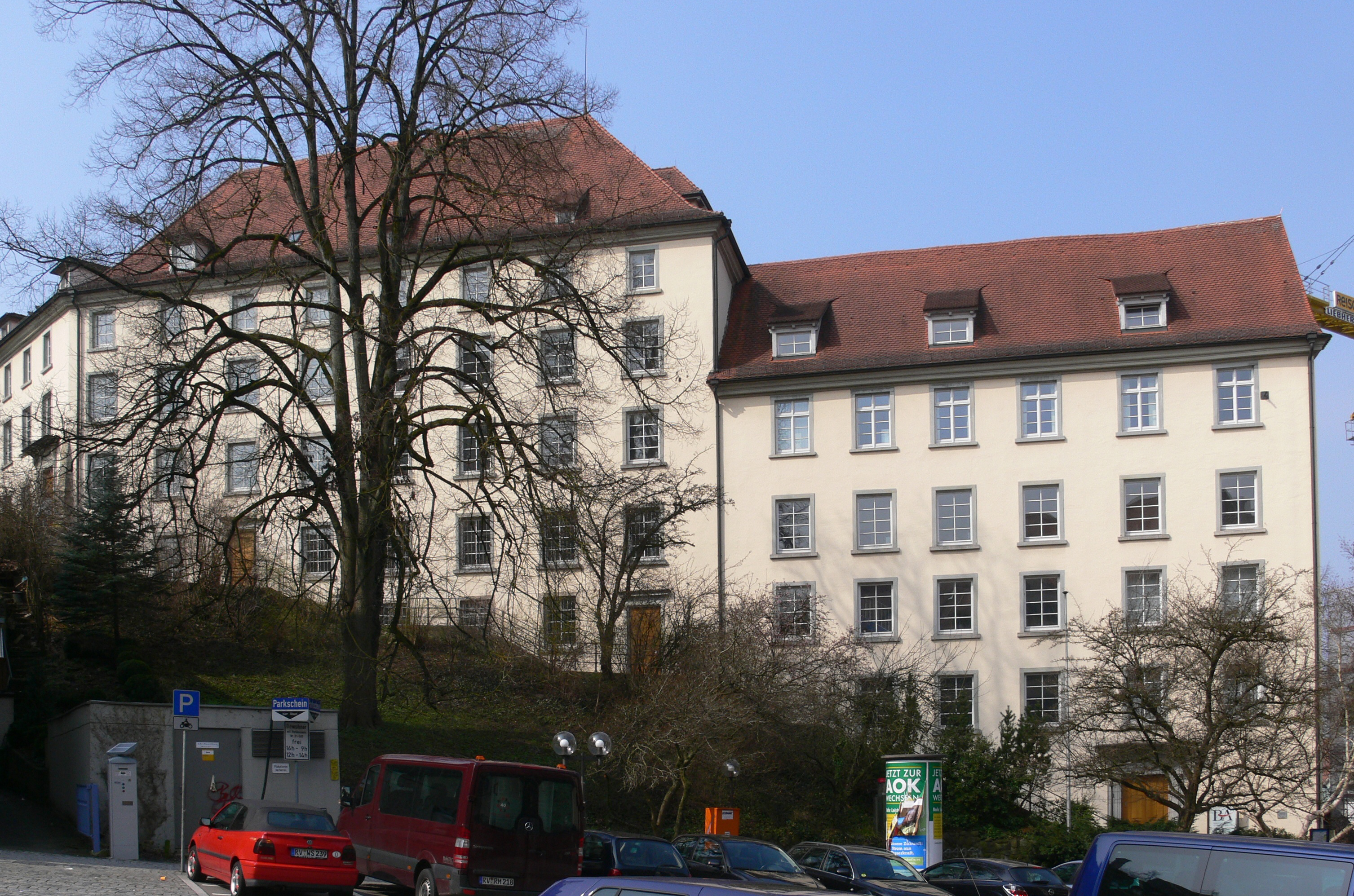
Die Räumlichkeiten der auswärtigen Kammer Ravensburg befinden sich im ehemaligen Michaelskloster.

Das Gericht hat seinen Sitz in Ulm in der Zeughausgasse 12. Es unterhält eine Kammer in Ravensburg.
Das Arbeitsgericht Ulm ist örtlich zuständig für Rechtsstreitigkeiten aus der Stadt Ulm, dem Alb-Donau-Kreis, dem Landkreis Biberach, dem Landkreis Sigmaringen, dem Bodenseekreis und dem Landkreis Ravensburg.
Die sachliche Zuständigkeit ergibt sich aus dem Arbeitsgerichtsgesetz.

## Übergeordnete Gerichte
Dem Arbeitsgericht Ulm sind das Landesarbeitsgericht Baden-Württemberg und im weiteren Rechtszug das Bundesarbeitsgericht übergeordnet.